# シトロエン・タイプH
タイプH（仏: Type H、ティープ アッシュ）は、フランスの自動車メーカー、シトロエンによって1947年から1981年まで生産・販売されていた貨物自動車である。

## 概要
駆動方式は当時の商用車としては画期的な前輪駆動方式で、それをさらに生かすプラットフォーム型のシャーシとトレーリングアーム式サスペンション（リア）との組み合わせを持つ。荷室の床は低く平らで天井も高く、荷室は広大である。また特徴的な波板プレスの外板は、軽量化と生産設備および工程の簡略化、車体強度の両立に一役買っていた。
1947年から1981年までの34年間で47万3,289台が生産された。フランスのほか、ベルギーの工場でも生産された。後継はフィアット・デュカトベースのC25である。

## 仕様
エンジン、トランスミッション等の多くの部品を同時期の乗用車、シトロエン・トラクシオン・アバン、DSなどと共用しているが、その位置関係は両車と180度異なり、車室前方中央部にはエンジンカバーが張り出している。トランスミッション直上のフレームに取り付けられたシフトレバーは、運転席の真横にほぼ直立した状態で配置されており、1967年中頃を境にシフトパターンが左側1速と後退から、2速と3速へ変更されている。ヘッドランプ、ターンシグナルレバーおよび灯火類のレンズ、コンビネーションスイッチを2CV、速度計をトラクシオンアバンと2CV、前開きドアのアウターハンドルをトラクシオンアバン、後ろ開きドアのインナーハンドルや各種電装系スイッチをDSなどと共用するなど、シトロエンらしい合理性も見られる。
FFの駆動機構と横置きトーションバーのコンパクトな独立懸架装置が荷室に干渉せず架装性が良いことから、有蓋および無蓋の貨物車をはじめ、救急車、マイクロバス、キャンピングカー、移動販売車、現金輸送車、車両積載車、家畜運搬車、クレーン車等、様々なバリエーションが生まれ、フランスをはじめ各国で活躍した。救急車や車両積載車の中にはリアのみハイドロニューマチック・サスペンションとしたものがあるが、サスペンションシリンダー内の油圧を制御するハイトコントロールバルブはセルフレベリングのみに機能し、他のハイドロニューマチックサスペンション車両のように運転席から任意に車高を調整することは出来ない。1968年以後、仕向け地によってフロントドアヒンジが前側に変更されており、その場合はステップ形状の前側を厚くし傾斜させ乗降性に配慮している。最終モデルでも後ろヒンジ（スーサイドドア）のほうが多かった。イギリスのスラウ工場で極少数の右ハンドル仕様が試作されている。

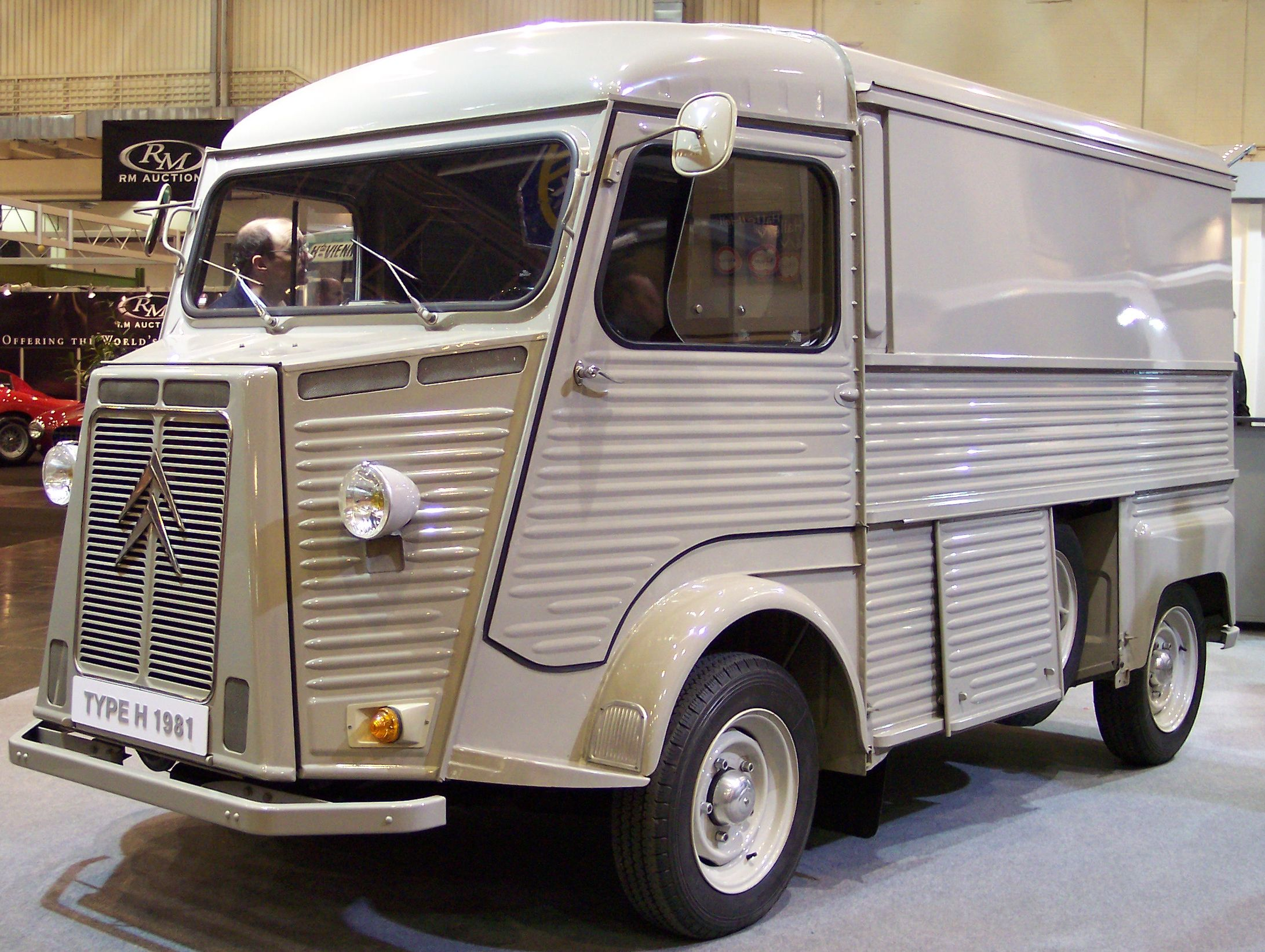
1981年式のタイプ H　(CITROEN社が保有する最終生産車）
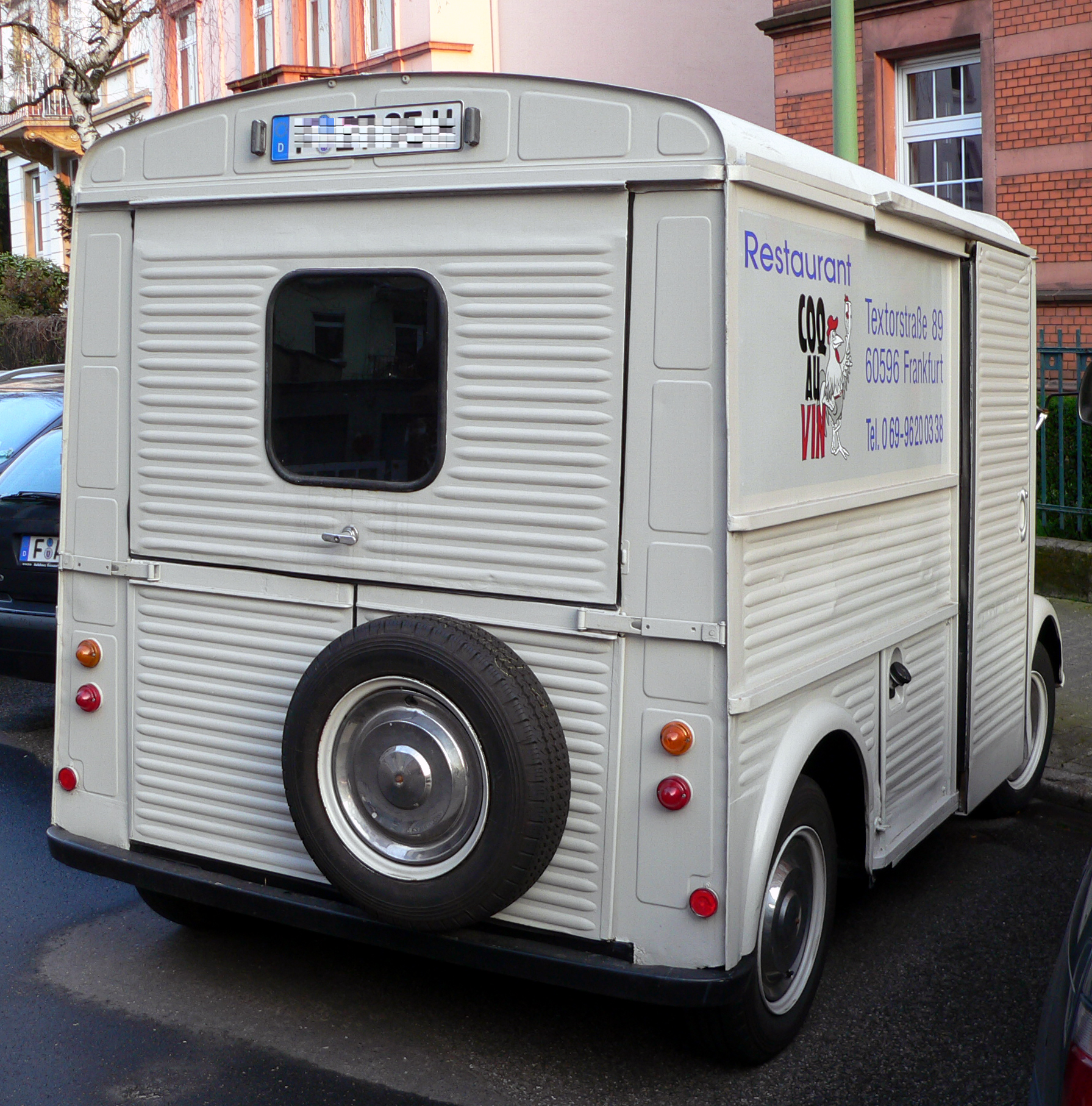
バックドアは、俗にダッチドアと呼ばれる、上半跳ね上げ・下半観音開き。
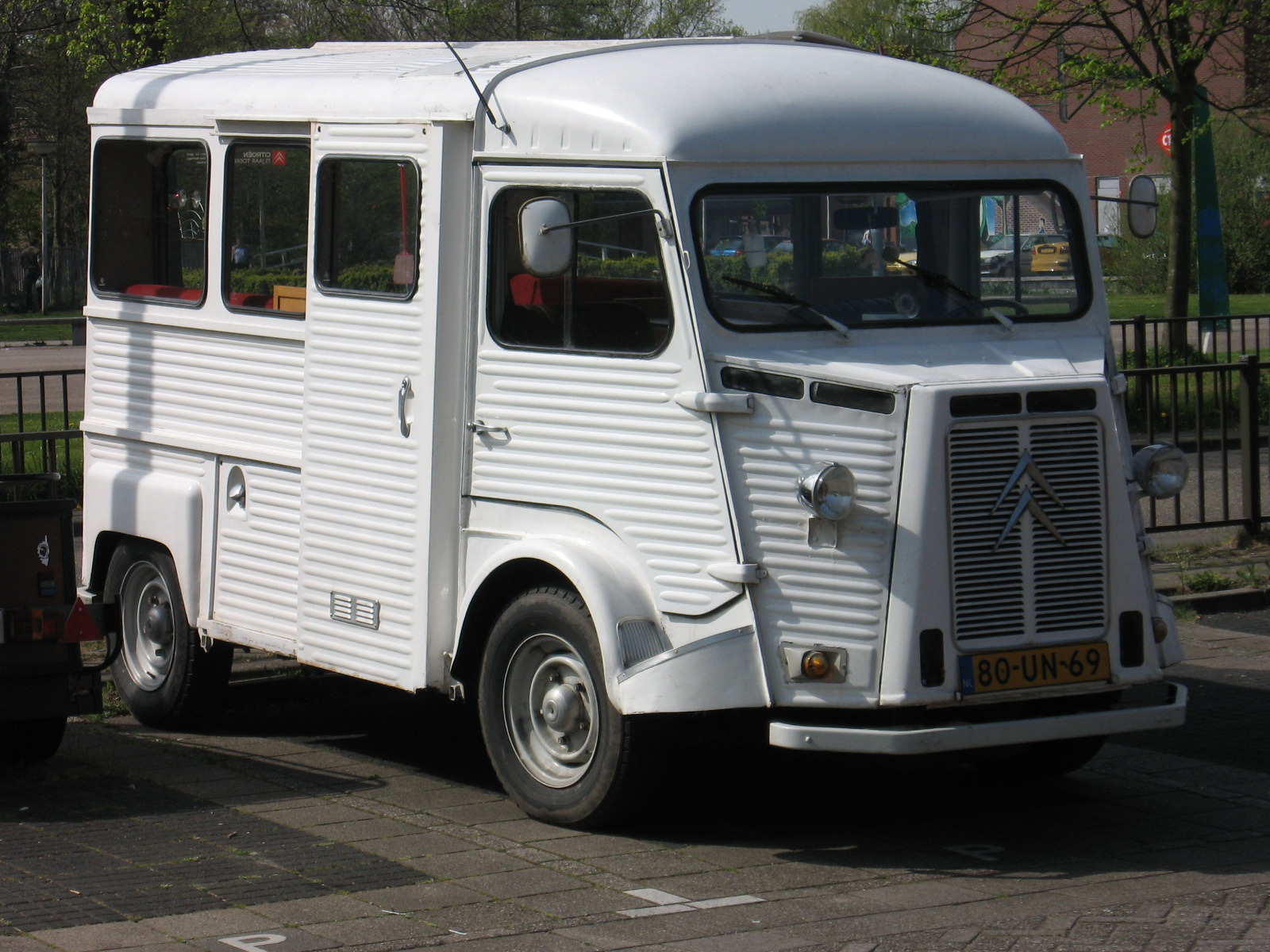
前ヒンジドアのモデルはステップの前側を厚く変更し乗降性に配慮している。
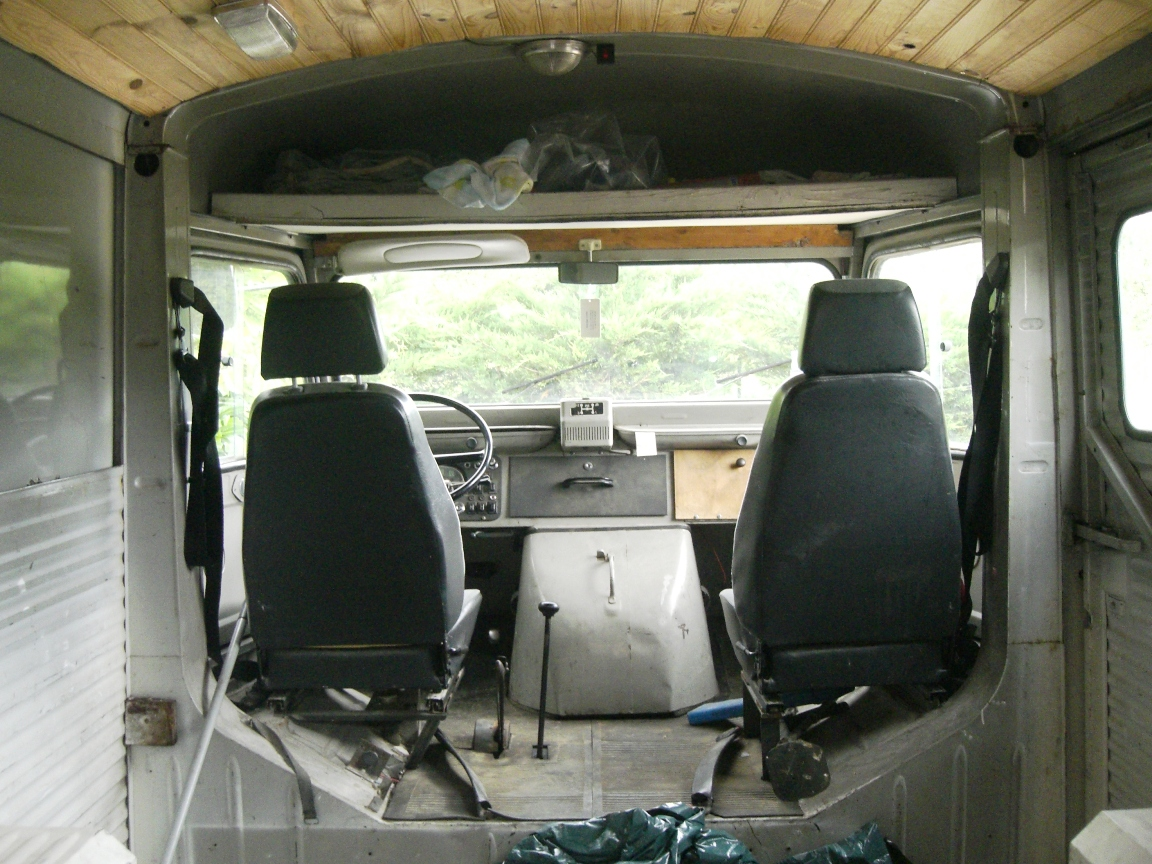
エンジンは車室に張り出している。この車両の座席は他車のものに換装されている。